# Strzały
Strzały – wieś w Polsce położona w województwie kujawsko-pomorskim, w powiecie włocławskim, w gminie Kowal. Według Narodowego Spisu Powszechnego (III 2011 r.) liczyła 113 mieszkańców.
W latach 1975–1998 miejscowość administracyjnie należała do województwa włocławskiego. Jest piętnastą co do wielkości miejscowością gminy Kowal. Przed 2023 r. częścią wsi był Zakrzewiec.
We wsi mieszka poseł IV i V kadencji Lech Kuropatwiński.